# Bishopton, North Yorkshire
Bishopton är en ort i civil parish Ripon, i kommunen North Yorkshire, i grevskapet North Yorkshire, i England. Bishopton var en civil parish från 1866 till 1900 då den blev en del av Ripon och Clotherholme. Civil parish hade 89 invånare år 1891.